# Panty Raid
Panty Raid is het achtste studioalbum van de punk band Zebrahead.
Het album bestaat volledig uit covers van vrouwelijke pop artiesten, waaronder Avril Lavigne, Christina Aguilera en Gwen Stefani.
De eerste single van het album was een cover van Avril Lavigne's "Girlfriend", uitgebracht op 20 september 2009, met een video die een parodie maakt van Avril Lavigne's originele clip.

## Nummers op album
| Nr. | Titel                                                 | Schrijver(s) | Originele artiest (datum)                         | Duur |
| --- | ----------------------------------------------------- | --- | ------------------------------------------------- | ---- |
| 1.  | Survivor                                              | Beyoncé Knowles, Mathew Knowles, Anthony Dent                                                                                            | Destiny's Child (2001)                            | 3:26 |
| 2.  | Girls Just Want to Have Fun                           | Robert Hazard | Cyndi Lauper (1983)                               | 2:05 |
| 3.  | Underneath It All                                     | Gwen Stefani, Dave Stewart | No Doubt feat. Lady Saw (2001)                    |      |
| 4.  | Trouble                                               | Jacqui Blake, Carrie Askew | Shampoo (1994)                                    |      |
| 5.  | London Bridge                                         | Stacy Ferguson, Sean Garrett, Mike Hartnett, Jamal Jones                                                                                 | Fergie (2006)                                     |      |
| 6.  | Beautiful                                             | Linda Perry | Christina Aguilera (2002)                         |      |
| 7.  | Girlfriend                                            | Avril Lavigne, Lukasz "Dr. Luke" Gottwald                                                                                                | Avril Lavigne (2007)                              | 3:05 |
| 8.  | The Sweet Escape                                      | Stefani, Aliaune Thiam, Giorgio Tuinfort                                                                                                 | Gwen Stefani (2006)                               |      |
| 9.  | (Introduction)                                        | |                                                   |      |
| 10. | Jenny from the Block                                  | Jennifer Lopez, Troy Oliver, mrDEYO, Samuel Barnes, Jean-Claude Olivier, Fernando Arbex, Lawrence Parker, Scott Sterling, Michael Oliver | Jennifer Lopez feat. Styles P and Jadakiss (2002) |      |
| 11. | Rehab                                                 | Amy Winehouse | Amy Winehouse (2006)                              |      |
| 12. | Spice Up Your Life                                    | Richard Stannard, Matt Rowe, Spice Girls                                                                                                 | Spice Girls (1997)                                |      |
| 13. | (Introduction)                                        | |                                                   |      |
| 14. | Oops!... I Did It Again                               | Max Martin, Rami Yacoub | Britney Spears (2000)                             |      |
| 15. | Get the Party Started                                 | Perry | Pink (2001)                                       |      |
| 16. | Mickey                                                | Mike Chapman, Nicky Chinn | Toni Basil (1982)                                 |      |
| 17. | All I Want for Christmas Is You (Japanse bonus track) | Mariah Carey, Walter Afanasieff | Mariah Carey (1994)                               |      |

## Bezetting
- Matty Lewis – Ritmegitaar, Zang
- Ali Tabatabaee – Zang
- Greg Bergdorf – Leadgitaar
- Ben Osmundson – Bass
- Ed Udhus – Drums, Slaginstrument